# Dinar bosnioherzegovino
El dinar fue la unidad monetaria de la República de Bosnia-Herzegovina durante los años 1992 y 1998. Al encontrarse el país inmerso en una guerra fue utilizado en las áreas bajo control de los Bosnios.

## Historia
Tras la declararse Bosnia-Herzegovina independiente de la RFS Yugoslavia en marzo de 1992, el nuevo país emitió su propia moneda en julio de 1992, reemplazando a la divisa yugoslava. Consecuentemente el dinar bosnioherzegovino poseía paridad con el nuevo dinar yugoslavo de 1992, cuando fue puesto en vigencia.
Las primeras emisiones eran de billetes yugoslavos estampados con sus respectivos valores en dinares bosnios. Aunque a finales de 1992 ya estaban circulando billetes de la divisa de Bosnia-Herzegovina.
Sin embargo en los meses finales de 1993 la hiperinflación carcomió por completo el valor de los billetes bosnios, por lo que el Banco Central de Bosnia-Herzegovina se vio obligado a estampar los billetes agregando ceros al lado de las denominaciones de los billetes circulantes, o directamente sellando el nuevo valor en el centro del anverso y reverso de cada billete.
En agosto de 1994 se reemplazó al primer dinar por una nueva moneda homónima a una tasa de 10.000 viejos dinares = 1 nuevo dinar. Al igual que la divisa anterior, la circulación del nuevo dinar estuvo restringida a los territorios bajo control del Ejército de la República de Bosnia y Herzegovina. Los territorios ocupados por las fuerzas croatas utilizaron el dinar croata y los territorios ocupados por el Ejército de la República Srpska utilizaban el dinar serbobosnio.
En 1998 el marco bosnioherzegovino entró en curso legal, sustituyendo al dinar y las otras monedas circulantes en Bosnia-Herzegovina.

## Billetes

### Primer dinar
Los billetes circulantes del primer dinar (1992-1993) poseían las siguientes denominaciones:
- 10 dinares
- 25 dinares
- 50 dinares
- 100 dinares
- 500 dinares
- 1.000 dinares
- 5.000 dinares
- 10.000 dinares

### Billetes estampados
Durante la guerra de Bosnia el país experimentó una hiperinflación. Hacia octubre de 1993 el Banco Central del país balcánico agregó ceros a los valores faciales de los billetes circulantes por medio de sellos: De esta manera los billetes pasaron a tener los siguientes valores:
- 10 dinares = 10.000 dinares
- 25 dinares = 25.000 dinares
- 50 dinares = 50.000 dinares
- 100 dinares = 100.000 dinares

Posteriormente, con el agravamiento de la hiperinflación, en diciembre de 1993 y hasta agosto de 1994 se selló el nuevo valor de los billetes en el centro de los mismos con un nuevo sello que detallaba claramente el nuevo valor facial. De esta manera el papel moneda que fue estampado con los nuevos sellos pasó a tener éstos valores:
- 10 dinares = 100.000 dinares
- 25 dinares = 1.000.000 dinares
- 50 dinares = 10.000.000 dinares
- 100 dinares = 100.000.000 dinares

### Segundo dinar
Tras el cambio de moneda, el nuevo dinar poseía billetes con denominaciones de:
- 1 dinar
- 5 dinares
- 10 dinares
- 20 dinares
- 50 dinares
- 100 dinares
- 500 dinares
- 1.000 dinares